# Zelda Rubinstein

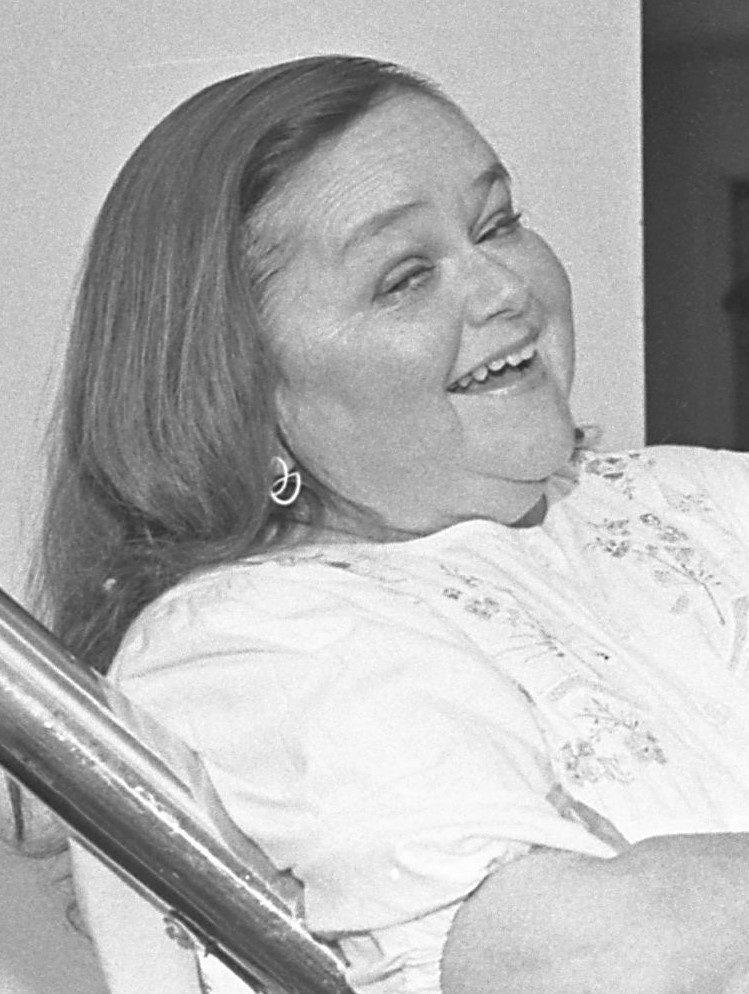
Zelda Rubinstein (1985)

Zelda Rubinstein (* 28. Mai 1933 in Pittsburgh, Pennsylvania; † 27. Januar 2010 in Los Angeles, Kalifornien) war eine US-amerikanische Schauspielerin.

## Leben
Zelda Rubinstein wurde in eine jüdische Familie polnischer Herkunft geboren. Rubinstein, die nicht größer als 1,30 Meter wurde, studierte mit einem Stipendium an der University of Pittsburgh und später an der University of California. Sie arbeitete viele Jahre als Labortechnikerin, unter anderem auch in London, entschied sich aber im mittleren Alter, es mit einem kreativen Beruf zu versuchen. Sie studierte Schauspiel in Berkeley und machte 1981 mit einer kleinen Rolle in der Chevy-Chase-Komödie Geheimauftrag Hollywood ihr Filmdebüt.
Bekannt wurde Rubinstein gleich durch ihren ersten größeren Filmauftritt: als exzentrisches Medium Tangina Barrons in dem Horrorfilm Poltergeist aus dem Jahr 1982. In zwei Fortsetzungen des Films repräsentierte sie die Rolle später abermals. Eine wiederkehrende Rolle hatte sie in den 1990er-Jahren als Ginny in der mit dem Emmy Award ausgezeichneten Fernsehserie Picket Fences – Tatort Gartenzaun. Insgesamt spielte Rubinstein bis in die 2000er-Jahre über 50 Rollen in Film- und Fernsehen. Viele ihrer Auftritte waren zwar klein, durch ihre auffallende Erscheinung – klein, stämmig und mit einer kratzigen Stimme – aber sehr markant.
Rubinstein engagierte sich auch öffentlich, beispielsweise für die Rechte von kleinwüchsigen Menschen. Als eine der ersten bekannten Persönlichkeiten beteiligte sie sich ebenfalls an einem Aufklärungsspot zur Immunschwächekrankheit AIDS, da sie einen guten Freund durch die Krankheit verloren hatte. Sie starb 2010 im Alter von 76 Jahren nach einem Herzinfarkt.

## Filmografie (Auswahl)
- 1981: Geheimauftrag Hollywood	(Under the Rainbow)
- 1982: Poltergeist
- 1984: Computer Kids (Whiz Kids, Fernsehserie, Folge 1x12)
- 1984/1990: California Clan (Santa Barbara, Seifenoper, sechs Episoden)
- 1984: Das darf man nur als Erwachsener (Sixteen Candles)
- 1986: Poltergeist II – Die andere Seite (Poltergeist II: The Other Side)
- 1987: Im Augenblick der Angst (Angustia)
- 1988: Poltergeist III – Die dunkle Seite des Bösen (Poltergeist III)
- 1989: Teen Witch (Teen Witch)
- 1990: Mr. Belvedere (Fernsehserie, Folge 6x18)
- 1992: Geschichten aus der Gruft (Tales from the Crypt, Fernsehserie, Folge 4x07)
- 1992–1994: Picket Fences – Tatort Gartenzaun (Picket Fences, Fernsehserie, 44 Folgen)
- 1993: Goofy und Max (Goof Troop, Zeichentrickserie, Folge 1x46)
- 1996: Last Scream – Wächter des Teufels (Little Witches)
- 1996: Poltergeist – Die unheimliche Macht (Poltergeist: The Legacy, Fernsehserie, Folge 1x20)
- 1998: Caroline in the City (Fernsehserie, Folge 3x20)
- 1999: Hey Arnold! (Zeichentrickserie, Folge 4x10)
- 2000: Pretender (The Pretender, Fernsehserie, Folge 4x18)
- 2000–2006: The Scariest Place on Earth (Fernsehserie, 14 Folgen)
- 2002: Wishcraft
- 2005: Cages
- 2006: Behind the Mask (Behind the Mask: The Rise of Leslie Vernon)
- 2006: Southland Tales